# Andreas Christian Møller
Andreas Christian Møller, né le 18 février 1796 à Trondheim et mort le 24 décembre 1874, est un enseignant sourd norvégien. Il est le fondateur d'une école pour les sourds en Norvège.

## Biographie

### Enfance
Andreas est le troisième de huit enfants de Johannes Moller (1756-1838) et Ingeborg (1764-1840). Son père est un cordonnier. Il est devenu sourd à l'âgé de deux ans. L'école pour les sourds plus proche est à Copenhague, la capitale du Danemark, soit à 872 km. À l'âge de 14 ans, Andreas y étudie et son professeur est Peter Atke Castberg. Puis en 1815, il devient adulte et décide revenir chez sa famille. Il donne des petits cours aux sourds à Trondheim car ces enfants n'ont pas de sous pour aller à Copenhague. Son père et Andreas a le projet de créer une école pour les sourds et ils retournent à Copenhague pour y préparer avec l'aide de Peter Atke Castberg. Andreas enseigne aux enfants sourds pendant 5 ans pour développer son expérience à Copenhague.

### Fondation de l'école Møller
Peter tente convaincre au gouvernement norvégien de créer l'école et de prendre Andreas comme l'enseignant. Par décret royal le 1er novembre 1824, le premier école pour les sourds en Norvège, créée sous le nom de Throndhjems Døvstummeinstitut, est entré en vigueur le 1er avril 1825. L'école est dirigé par la famille d'Andreas: son père est comptable, sa mère la cuisinière et femme de ménage; et son frère un enseignant. En 1830, le père et frère d'Andreas sont virés pour la raison de la mauvaise comportement vers les élèves et l'enseignement de Throndhjems Døvstummeinstitut est modifié: la méthode germaine, oralisme à la place de la méthode française, signante. Malgré ce changement, Andreas reste autant professeur jusqu'à 1855, seulement 59 ans.

### Vie privée
Le 26 avril 1826, Andreas est marié avec Birgitte Marie Holst. Et ils ont ensemble neuf enfants. Son frère Peter Christian a aussi neuf enfants.
Sa femme Birgitte Marie Holst est morte en 1864.
Andreas est mort de vieillissement le 24 décembre 1874.